# Gare frigorifique de Paris-Ivry
La gare frigorifique de Paris-Ivry est une gare ferroviaire de marchandises française, fermée et désaffectée, de la ligne de Paris-Austerlitz à Bordeaux-Saint-Jean. Elle est située au no 19 de la rue des Frigos, dans le 13e arrondissement de Paris.
Elle est ouverte en 1921, par la Compagnie du chemin de fer de Paris à Orléans (PO), et fermée puis désaffectée en 1971. Depuis les années 1980, l'ancien bâtiment, dit « Les Frigos », est devenu un lieu de référence de l'art contemporain à Paris.

## Situation ferroviaire
Établie à 34 mètres d'altitude, la gare frigorifique de Paris-Ivry était située en terminus d'un embranchement de l'avant-gare de Paris-Austerlitz, sur la section parisienne de la ligne de Paris-Austerlitz à Bordeaux-Saint-Jean.

## Histoire
Au début du XXe siècle en France, le frigorifique n'a pas bonne presse chez les professionnels du marché de la viande, contrairement aux pratiques dans le monde anglo-saxon. Lors de la Première Guerre mondiale, le constat d'un « usage courant dans les armées alliées » va convaincre les compagnies ferroviaires de l'intérêt de cet investissement. La Compagnie du chemin de fer de Paris à Orléans (PO) met en chantier cette gare en octobre 1919.

### Après le ferroviaire
Après sa désaffectation du service ferroviaire, le bâtiment est devenu un lieu d'art contemporain, sous le nom « Les Frigos ».